# ニオイクロタネソウ
ニオイクロタネソウ（Nigella sativa）は、東ヨーロッパ（ブルガリア、ルーマニア）と西アジア（キプロス、トルコ、イラン、イラク）が原産のキンポウゲ科の一年草。ヨーロッパの一部、アフリカ北部、東はミャンマーまで、広い地域に帰化しており、その種子は多くの料理でスパイスとして利用される。セイヨウクロタネソウと呼ばれることもある。

## 名称
属名のNigellaはラテン語で「黒」という意味のnigerに指小辞がついた形であり、種子の色に由来する。種小名のsativaは「栽培された」を意味する。
英語では様々な名前で呼ばれており、以下のような呼称がある。
- black caraway[2][6][7] - キャラウェイはセリ科。
- black cumin[2][6][7] - クミンはセリ科。
- black seed[2][8]
- fennel flower[6][7] - フェンネルはセリ科。
- nigella（ニゲラ）[6]
- nutmeg flower[6] - ナツメグはニクズク科
- Roman coriander[6] - コリアンダーはセリ科。
- black onion seed[9] - タマネギはヒガンバナ科。
- charnushka[10][7]
- kalonji（カロンジ）[7] - ユナニ医学で使用される名前[2]。
- seeds of blessing（後述のアラビア語名を参照）[11]

クミン（Cuminum cyminum）とキャラウェイ（Carum carvi）はセリ科の植物であることからそれらの名前を含む名称は誤解を招くものである上、インドやイランなどで伝統医学に用いられるやはりセリ科の植物のBunium persicum（シノニムのElwendia persicaと呼ぶことも）もブラッククミンやブラックキャラウェイと呼ばれていることから、食用、特にメディカルハーブとして使用する際は注意が必要である。
米国ハーブ製品協会は標準化された英名としてニゲラを推奨している。
アラビア語では、この植物の種子が治すことが出来ないのは死だけという予言者ムハンマドの声明を反映して、神の恩寵の種を意味するハッバ・アル＝バラカ（حبة البركة、habah al-brekah）と呼ばれる。

## 形態
ニオイクロタネソウは高さ20 - 30センチメートルになり、葉は細かく分かれ、線状になるが糸状にはならない。花は通常、淡青色や白色で、花弁のような役割を持つ萼片が5 - 10枚つく。同属のクロタネソウとは異なり、総苞片はない。萼片の上には蜜腺状の鱗片がある。同属のクロタネソウの研究では、この蜜腺状鱗片は、実際には蜜を分泌しないものの、紫外線を反射することでミツバチやマルハナバチの仲間を呼び寄せる働きがあると考えられている。ニオイクロタネソウについても、ミツバチが多く訪れることが分かっている。
果実は大きく膨らんだ蒴果で、側面に稜があり、多くの黒い種子を含む。これらの種子はスパイスとして利用され、同じくブラッククミンと呼ばれるBunium bulbocastanumの代替品とすることがある。
- 果実
- 種子
- 種子（拡大）

## 歴史
メソポタミアでは、紀元前3千年紀後半から紀元前1千年紀後半まで、栽培、食用、薬用としての利用が確認されている。古代アッシリア（現在のイラク、イラン、シリア、トルコの一部）の楔形文字には、ニオイクロタネソウの様々な用途が記されており、例えば「幽霊が患者の上に横たわっている」場合、10シェケル（約110グラム）のニオイクロタネソウの実から作られた製剤で燻蒸することとされていた。
また当時は、死後の世界の旅に役立つと信じられていたと考えられていたため、ツタンカーメンの墓を含む古代エジプトのいくつかの遺跡から種子が発見されている。
紀元前2千年紀のトルコのヒッタイトのアンプラ（巡礼者がよく持ち歩いた、聖なる油や水を納める水筒のような形の小さな容器）からも種子が発見されている。現在のトルコの地中海沿岸で、紀元前1350年から紀元前1300年の間に難破した船の発掘調査で、アンフォラと呼ばれる取っ手のついた背が高くて首の細い壺に入ったニオイクロタネソウの種子が発見された。ヘブライ語聖書のイザヤ書28:25-27にも、種子についての言及がある。
紀元1世紀、大プリニウスは『博物誌』の中で、「git」と呼ばれる植物に言及している。この植物は、一般的にニオイクロタネソウのことであると解釈されており、その種子に、様々な治癒効果があると書かれている。消化促進剤として、蛇に噛まれたときやサソリに刺されたときの解毒剤の成分として、蛇を追い払うための燻蒸剤として、またパンの調味料として推奨されている。
同時代のディオスコリデスも「git」の似たような使い方を示しており、催乳薬、催淫薬、駆虫薬、消毒薬としての使い方も加えているほか、「git」の過剰摂取による致命的な影響を警告している。古典や中世の文献では、Nigella属の植物（特に本種）は、ムギセンノウ（ナデシコ科）と混同されてきたというのが通説となっている。生育習性や花はまったく似ていないが、かつて非常によく見られたこの雑草は、黒い種子を持つという性質がNigella属の植物と共通している。そのため、歴史的にも同じ名前がつけられることがあり、ムギセンノウ（Agrostemma githago）の種小名は、種が「git」に似ているという意味である。
ルネサンス期には、レオンハルト・フックスが著書『New Kreüterbuch』の中で、当時知られていたNigella属の植物たちを明確に区別し、説明している。フックスは、Nigella属の植物の種子を主にディオスコリデスや大プリニウスと同じ用途に使用し、さらに潰瘍、痛み、肺疾患に対する治療薬や駆風剤として推奨した一方で、致死的な過剰摂取について警告した。
ニオイクロタネソウは、旧世界では料理に風味をつける調味料として使用されていた可能性がある。ペルシャの医師であるイブン・スィーナーは、著書『医学典範』の中で呼吸困難の治療薬としてニオイクロタネソウを記述している。ニオイクロタネソウはモロッコ、スーダン、その他多くの国で伝統的な薬として使用されている。

## 利用
ニオイクロタネソウは食用や薬用として何千年に渡って栽培されているが、現代の生産の中心はエジプト、トルコ、シリアそしてインドとなっている。

### 料理への利用
ニオイクロタネソウの種子はスパイスとして多くの料理やリキュールに使われる。
乾煎りした種子はカレー、野菜、豆類に風味をつけるのに使われる。一部の文化では、黒い種子はパン製品の風味付けに使われる。ベンガル料理の多くのレシピで、スパイスの混合物であるパンチ・フォロン（5つのスパイスの混合物という意味）の一部として使用され、ナン・エ・バルバリーなどのナンに使われる。また、
レバントではmajdoulehまたはmajdouliと呼ばれる編み込まれた形状のストリングチーズにも使用される。特にパレスチナでは、同様にナーブルスのチーズの風味付けに用いられるほか、種子を煎った後にゴマと共にすり潰してキズハ、パレスチナ方言ではイズハ、と呼ばれる苦いペーストを作る。イズハはハチミツやナツメヤシシロップと混ぜられスプレッドが作られたり、ハルヴァに混ぜられたり、小麦とセモリナ粉の生地に混ぜられハリーサに似ているが苦甘く真っ黒なケーキの材料として用いられる。
FDAは、ニオイクロタネソウをスパイス、天然調味料、または香料として使用するための一般に安全と認められるもの（GRAS）として分類している。

### 医薬品としての利用
ニオイクロタネソウの種子に含まれる全成分のうち32％から40％を油が占める。ニオイクロタネソウの油は、リノール酸、オレイン酸、パルミチン酸のグリセロールエステル、脂肪族炭化水素、アラキドン酸、γ-リノレン酸、トコフェロールなどが主である。種子にはエッセンシャルオイル（0.4 - 2.5％）も含まれ、その主成分はp-シメン、チモキノン、a-ピネン、カルバクロールなどのモノテルペン類である。また、種子には微量のアルカロイド（ニゲリシン、ニゲリジン、ニゲリミン、ニゲリミン-N-オキシドなど）も含まれている。
臨床試験のメタアナリシスの一つでは、ニオイクロタネソウが収縮期および拡張期血圧を低下させる短期的な利益を有するという弱いエビデンスが見つかり、ブラックシードオイルまたはパウダーがHDLコレステロールを上昇させる一方で、トリグリセリド、LDLおよび総コレステロールを低下させることができるというエビデンスが見つかったが、この研究には限界もあった。アフリカおよびアジアの伝統的な医療慣行においてニオイクロタネソウがかなり使用されているにもかかわらず、種子またはオイルの摂取がヒトの疾患の治療に使用できることを示す高品質な臨床証拠は不十分である。